# Knez (pevač)
Nenad Knežević (Titograd, 5. decembra 1967) poznatiji pod scenskim imenom Knez je crnogorski pop pevač i kantautor. Sa bivšom suprugom Ninom (1975) ima dve ćerke, Andreu i Kseniju. Ćerka Ksenija je bila članica popularnog muzičkog benda Hurricane.

## Biografija
Nenad Knežević Knez rođen je 5. decembra 1967. godine u Titogradu (današnja Podgorica) u muzičkoj porodici. Prvi javni nastup imao je sa šest godina kada je pobedio na dečjem festivalu Naša radost u Podgorici, nakon čega postaje solista dečjeg hora Suncokrili. U srednjoj školi sa gitaristom Leom Đokajem osniva svoj prvi bend — Visoka frekvencija. U to vreme nastaju pesme Da l` si ikada mene voljela i Kao magija, koje će mu kasnije doneti veliku popularnost. Zatim osniva The Moon Band sa kojim par godina nastupa po crnogorskom primorju. Posle toga sa ocem, Milijem Kneževićem, i drugim crnogorskim muzičarima nastupa u grupi Montenegro Band, u kome stiče veliko koncertno iskustvo.

### Solo karijera
Godine 1992. Knez je započeo svoju solo karijeru nastupom na festivalu MESAM sa pesmom Da l` si ikada mene voljela. Nakon dve godine, 1994. izdaje svoj prvi album Kao magija koji je doživeo veliki uspeh, a Knezu doneo nagrade album godine (PGP-RTS), Oskar popularnosti, Zlatni hit (TV Novosti), Zlatna kaseta (NS Plus), Zlatna palma, Melko i dr.
Od 2013. godine učestvuje u emisiji Tvoje lice zvuči poznato koja se prikazuje na Prvoj srpskoj televiziji.
Predstavljao je Crnu Goru na Pesmi Evrovizije 2015. u Beču, gde je sa pesmom „Adio” koju je komponovao Željko Joksimović osvojio 13. mesto i ostvario najbolji plasman za svoju zemlju.

## Diskografija
- Kao magija (1994)
- Iz dana u dan (1996)
- Automatic (1997)
- Daleko, visoko (2000)
- Ti me znaš (2003)
- (2005)
- Otrov i med (2008)

### Kompilacije
- (1999)
- Balade (2006)

## Festivali
MESAM:
- Dal' si ikada mene voljela (sa Koloseum bendom), '92
- Ti si kao magija, '94

Pjesma Mediterana, Budva:
- Samo ti, '94
- Vjeruj (Kategorija: Pop pesme), pobednička pesma, 2000
- Ti si sve zaboravila, 2006

Sunčane skale, Herceg Novi:
- Pobijedila si ti, 2002
- Jednom mila, 2007
- Prsten u vodi, 2008

Evropesma / Evropjesma:
- Navika, 2004

Radijski festival, Srbija:
- Mala, 2004

Banja Luka:
- Temperatura (Veče zabavne muzike), 2005

Pink music festival:
- Donna, 2014

Evrosong:
- Adio, (trinaesto mesto, kao predstavnik Crne Gore), 2015